# Vahnivți, Nova Ușîțea
Vahnivți (în ucraineană Вахнівці) este localitatea de reședință a comunei Vahnivți din raionul Nova Ușîțea, regiunea Hmelnîțkîi, Ucraina.

## Demografie
Componența lingvistică a localității Vahnivți
     Ucraineană (100%)
Conform recensământului din 2001, toată populația localității Vahnivți era vorbitoare de ucraineană (100%).